# کارلوس ارناندس (وزنه‌بردار، زاده ۱۹۷۲)
کارلوس ارناندس (اسپانیایی: Carlos Hernández‎؛ زادهٔ ۸ ژوئن ۱۹۷۲) وزنه‌بردار اهل کوبا بود.
وی در مسابقات کشوری و بین‌المللی در مجموع برندهٔ ۲ مدال طلا شده‌است.